# Губин, Кирилл Валерьевич
Кирилл Валерьевич Губин (род. 30 мая 1992, Краснодар) — российский регбист, играющий на позиции центрального трехчетвертного (центра).

## Клубная карьера
Воспитанник кубанского регби. Как-то на школьные уроки пришел тренер со своим подопечным — молодым парнем — и с регбийным мячом. Он рассказал о регби. В секцию пришёл вместе с другом, понравилось и Кирилл остался. Первоначально выступал в регби-7 за «Юг» (название «Кубани» до 2012 года). В 2013 году выступал и в классическом регби за «казаков». С 2016 года, когда «Кубань» стала постоянным участником чемпионата по регби-15, постоянный игрок основного состава. В дебютном сезоне команде удалось выйти в финал Кубка России, где они уступили «Енисею» 42:10. В 2019 году перешёл в «Красный Яр», где стал победителем Кубка России и серебряным призёром чемпионата.

## Карьера в сборной
Выступал за молодёжную сборную в регби-7. В дальнейшем выступает и за взрослую сборную по регби-7. В 2017 получил вызов в сборную на Кубок Наций в Гонконге, дебютировал в игре против Кении.

## Достижения
- Обладатель Кубка России — 2018, 2019